# Batik Air
PT Batik Air Indonesia, operando como Batik Air, es una aerolínea indonesia de vuelos regulares con sede en el Aeropuerto Internacional Soekarno-Hatta de Yakarta. Fundada en 2012 como la división de servicios integrales del Grupo Lion Air, Batik Air realizó su vuelo inaugural el 3 de mayo de 2013, conectando Yakarta con Manado y Yogyakarta. La aerolínea ofrece servicios premium y ha sido reconocida como una aerolínea de 3 estrellas por Skytrax.

## Historia

### Fundación
El 18 de noviembre de 2011, Lion Air anunció su intención de ingresar al mercado de servicios completos con el anuncio de una filial premium bajo el nombre de Space Jet; la aerolínea sería una filial de servicio completo para competir con la aerolínea de bandera de Indonesia, Garuda Indonesia, que en ese momento era la única operadora de servicios completos (monopolio) en el mercado indonesio.
En junio de 2012 se fundó Batik Air, tras el cambio de nombre de Space Jet. El anuncio fue seguido por un compromiso del Grupo Lion Air para adquirir cinco Boeing 787 Dreamliner que serían asignados a Batik, con intención de recibirlos en 2015.
La aerolínea comenzó operaciones el 3 de mayo de 2013 utilizando Boeing 737-900ER alquilados a Lion Air, convirtiéndose en la tercera aerolínea de servicio completo del país después de Garuda Indonesia y la efímera Pacific Royale Airways. Los 737-900ER de Batik Air estaban configurados en dos clases, reemplazando el servicio de dos clases en los 737-900ER de Lion Air. El nuevo servicio ofrecía a los pasajeros televisión personal (entretenimiento a bordo) en cada asiento, refrigerios ligeros y comidas gratuitas, así como un espacio entre asientos de 32 pulgadas (81,3 cm) en clase económica y 45 pulgadas (114 cm) en clase ejecutiva, además de franquicia de equipaje gratuita.
En 2014, el Grupo Lion Air canceló el acuerdo con Boeing para los 787 y suspendió indefinidamente los planes de expansión de largo alcance de Batik Air, citando la inclusión de la aerolínea en la lista de aerolíneas prohibidas en la Unión Europea en ese momento. En junio de 2016, la aerolínea fue retirada de la lista negra de la UE, junto con su empresa matriz Lion Air.

### Expansión

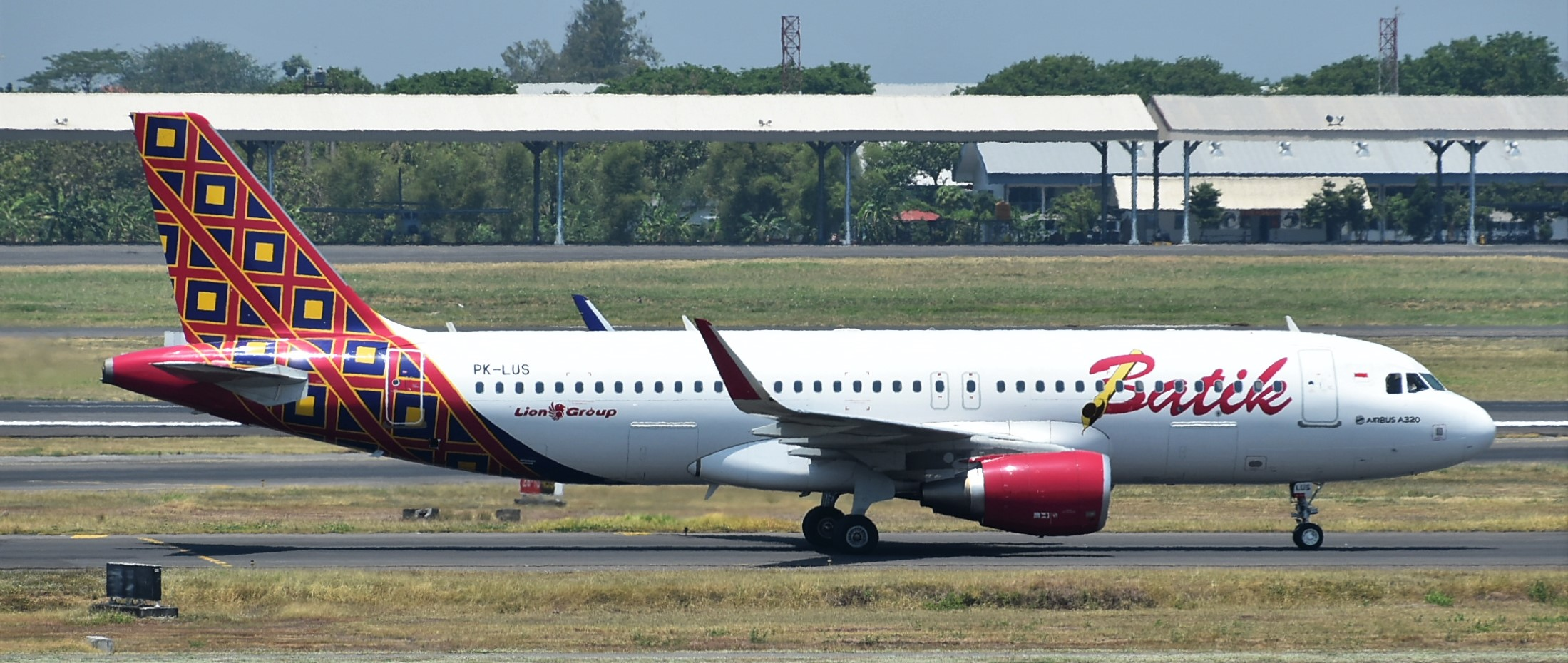
Airbus A320 de Batik Air en el Aeropuerto Internacional Juanda, Surabaya, Indonesia

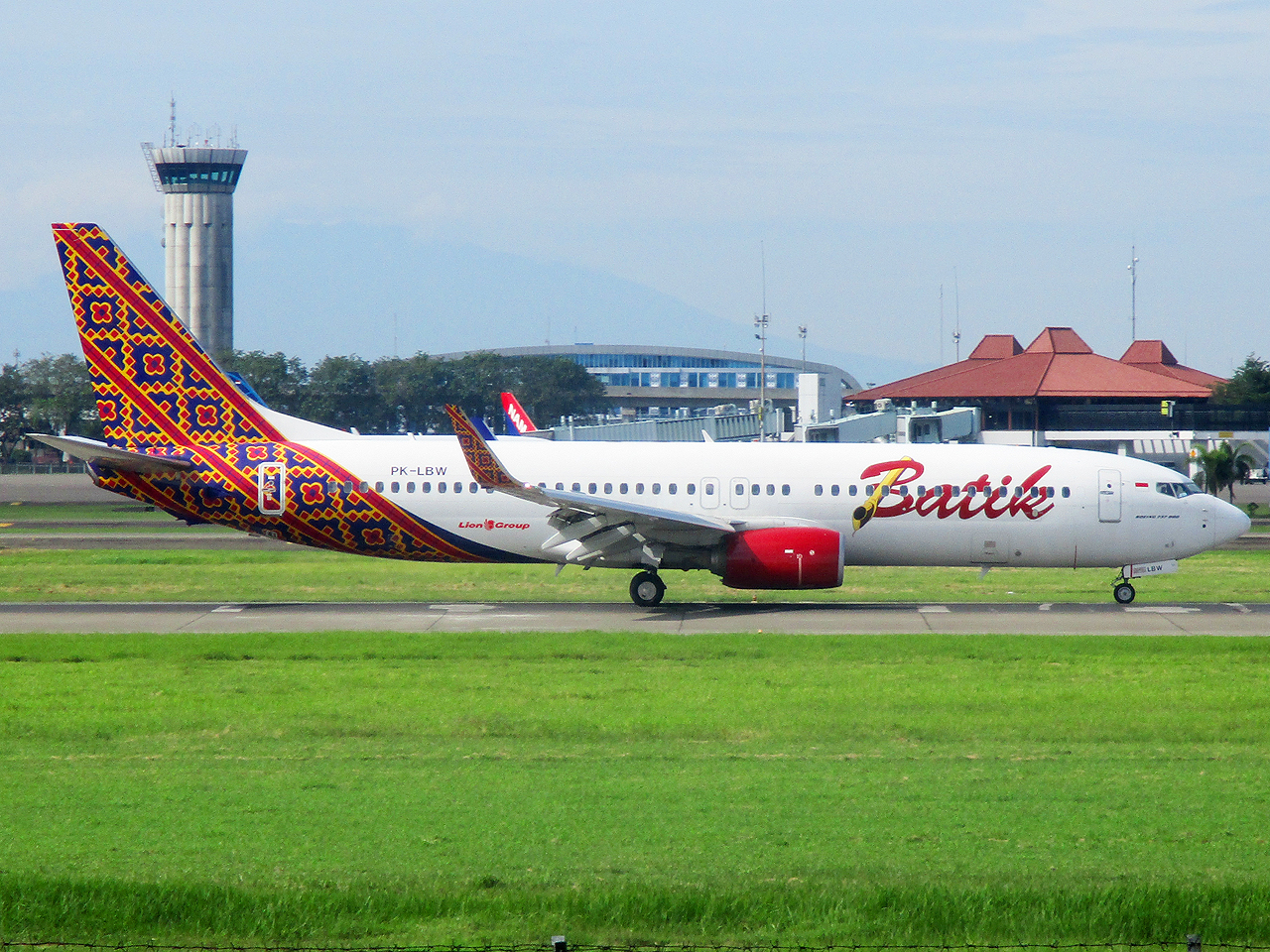
Boeing 737-800 de Batik Air en el Aeropuerto Internacional Soekarno-Hatta, Yakarta, Indonesia

En noviembre de 2019, Batik Air recibió su primer avión de fuselaje ancho, un Airbus A330-300 transferido desde Thai Lion Air. La aerolínea anunció su intención de utilizar la aeronave para volar a Arabia Saudita, transportando pasajeros de umrah hacia Yeda y Medina, complementando el servicio existente de Lion Air. Medina se convirtió posteriormente en la primera ruta de largo alcance de la aerolínea cuando inició vuelos desde Surabaya transportando peregrinos del hajj el 17 de diciembre de ese año. En febrero de 2020, la aeronave fue utilizada para repatriar ciudadanos indonesios desde Wuhan, China durante las primeras etapas de la pandemia de COVID-19. Surgió una controversia en la que miembros del Consejo Representativo del Pueblo cuestionaron la decisión de asignar el vuelo de repatriación a Batik Air en lugar de la estatal Garuda Indonesia; el Ministerio de Transporte de Indonesia emitió posteriormente una declaración justificando la elección, citando el permiso existente de Batik para volar a Wuhan.
El 27 de abril de 2022, la filial de servicio completo del Grupo Lion Air en Malasia, Malindo Air, se rebautizó como Batik Air Malaysia, adoptando una identidad común con la ya existente Batik Air. El entonces CEO de Batik Air (Indonesia), el capitán Achmad Luftie, anunció que Batik Air Malaysia funcionaría como complemento internacional de la filial indonesia, utilizando Kuala Lumpur como punto de tránsito más allá del Sudeste Asiático para los pasajeros de Batik Air. En mayo de 2022, la aerolínea anunció planes para expandir su red internacional desde el Aeropuerto Internacional Ngurah Rai en Bali.
En diciembre de 2022, Batik Air, junto con las demás aerolíneas del Grupo Lion Air, trasladó su base principal a la Terminal 2 del Aeropuerto Internacional Soekarno-Hatta, consolidando las operaciones del grupo en dicha terminal. En el mismo año, se informó que Batik Air, junto con Lion Air, tenía una participación de mercado combinada del 44% en dicho aeropuerto, en términos de capacidad de asientos y frecuencias de vuelos.
En febrero de 2023, la aerolínea ocupó el cuarto lugar entre siete aerolíneas incluidas en una encuesta realizada por Jakpat sobre las aerolíneas favoritas de los indonesios.

## Destinos
A octubre de 2024, Batik Air opera 41 destinos nacionales e internacionales, con una frecuencia de más de 350 vuelos diarios. Los destinos internacionales incluyen Singapur, Bangkok, Kuala Lumpur y Penang, así como Canberra, Chennai y Perth. La aerolínea también opera vuelos chárter a Guilin, Nanning, Kunming y Shenzhen en China.
La aerolínea se enfoca principalmente en operar dentro del mercado nacional de Indonesia, que representa el 90% de su capacidad programada.
| País           | Ciudad          | Aeropuerto                                                      | Nota      | Ref.          |
| -------------- | --------------- | --------------------------------------------------------------- | --------- | ------------- |
| Australia      | Adelaida        | Aeropuerto de Adelaida                                          | Terminado | [ 30 ]        |
| Australia      | Canberra        | Aeropuerto de Canberra                                          | Terminado | [ 31 ]        |
| Australia      | Melbourne       | Aeropuerto de Melbourne                                         | Terminado |               |
| Australia      | Perth           | Aeropuerto de Perth                                             |           |               |
| Australia      | Sídney          | Aeropuerto de Sídney                                            | Terminado |               |
| China          | Kunming         | Aeropuerto Internacional de Kunming Changshui                   |           | [ 32 ]        |
| Timor Oriental | Dili            | Aeropuerto Internacional Presidente Nicolau Lobato              | Terminado |               |
| Hong Kong      | Hong Kong       | Aeropuerto Internacional de Hong Kong                           | Terminado |               |
| India          | Chennai         | Aeropuerto Internacional de Chennai                             | Terminado | [ 33 ]        |
| Indonesia      | Ambon           | Aeropuerto Pattimura                                            |           |               |
| Indonesia      | Balikpapan      | Aeropuerto Internacional Sultan Aji Muhammad Sulaiman Sepinggan |           |               |
| Indonesia      | Banda Aceh      | Aeropuerto Internacional Sultan Iskandar Muda                   |           |               |
| Indonesia      | Bandar Lampung  | Aeropuerto Radin Inten II                                       | Terminado |               |
| Indonesia      | Banjarmasin     | Aeropuerto Syamsudin Noor                                       |           | [ 34 ] [ 35 ] |
| Indonesia      | Banyuwangi      | Aeropuerto de Banyuwangi                                        |           | [ 36 ]        |
| Indonesia      | Batam           | Aeropuerto Internacional Hang Nadim                             |           |               |
| Indonesia      | Berau           | Aeropuerto Kalimarau                                            |           |               |
| Indonesia      | Bengkulu        | Aeropuerto Fatmawati Soekarno                                   |           | [ 37 ]        |
| Indonesia      | Biak            | Aeropuerto Frans Kaisiepo                                       | Terminado |               |
| Indonesia      | Denpasar        | Aeropuerto Internacional Ngurah Rai                             | Centro    |               |
| Indonesia      | Gorontalo       | Aeropuerto Jalaluddin                                           |           |               |
| Indonesia      | Yakarta         | Aeropuerto Internacional Halim Perdanakusuma                    | Centro    |               |
| Indonesia      | Yakarta         | Aeropuerto Internacional Soekarno–Hatta                         | Centro    |               |
| Indonesia      | Jambi           | Aeropuerto Sultan Thaha                                         |           |               |
| Indonesia      | Jayapura        | Aeropuerto Internacional Dortheys Hiyo Eluay                    |           |               |
| Indonesia      | Kediri          | Aeropuerto de Dhoho                                             | Terminado |               |
| Indonesia      | Kendari         | Aeropuerto Haluoleo                                             |           |               |
| Indonesia      | Kupang          | Aeropuerto El Tari                                              |           |               |
| Indonesia      | Labuan Bajo     | Aeropuerto Internacional de Komodo                              |           |               |
| Indonesia      | Lubuk Linggau   | Aeropuerto Silampari                                            |           |               |
| Indonesia      | Luwuk           | Aeropuerto Syukuran Aminuddin Amir                              |           |               |
| Indonesia      | Makassar        | Aeropuerto Internacional Sultan Hasanuddin                      | Centro    |               |
| Indonesia      | Malang          | Aeropuerto Abdul Rachman Saleh                                  |           |               |
| Indonesia      | Mamuju          | Aeropuerto Tampa Padang                                         |           | [ 38 ]        |
| Indonesia      | Manado          | Aeropuerto Internacional Sam Ratulangi                          |           |               |
| Indonesia      | Manokwari       | Aeropuerto Rendani                                              |           |               |
| Indonesia      | Mataram         | Aeropuerto Internacional de Lombok                              |           |               |
| Indonesia      | Medan           | Aeropuerto Internacional Kualanamu                              |           |               |
| Indonesia      | Merauke         | Aeropuerto Mopah                                                | Terminado |               |
| Indonesia      | Padang          | Aeropuerto Internacional Minangkabau                            |           | [ 39 ]        |
| Indonesia      | Palangkaraya    | Aeropuerto Tjilik Riwut                                         |           |               |
| Indonesia      | Palembang       | Aeropuerto Internacional Sultan Mahmud Badaruddin II            |           |               |
| Indonesia      | Palu            | Aeropuerto Mutiara SIS Al-Jufrie                                |           |               |
| Indonesia      | Pangkalan Bun   | Aeropuerto Iskandar                                             |           | [ 40 ]        |
| Indonesia      | Pangkal Pinang  | Aeropuerto Depati Amir                                          | Terminado |               |
| Indonesia      | Pekanbaru       | Aeropuerto Internacional Sultan Syarif Kasim II                 |           |               |
| Indonesia      | Pontianak       | Aeropuerto Supadio                                              |           | [ 41 ]        |
| Indonesia      | Samarinda       | Aeropuerto Aji Pangeran Tumenggung Pranoto                      |           |               |
| Indonesia      | Semarang        | Aeropuerto Internacional Jenderal Achmad Yani                   |           |               |
| Indonesia      | Siborong-Borong | Aeropuerto Sisingamangaraja XII                                 | Terminado |               |
| Indonesia      | Surakarta       | Aeropuerto Adisumarmo                                           |           |               |
| Indonesia      | Sorong          | Aeropuerto Domine Eduard Osok                                   |           |               |
| Indonesia      | Surabaya        | Aeropuerto Internacional Juanda                                 | Centro    |               |
| Indonesia      | Tanjung Pandan  | Aeropuerto Internacional H.A.S. Hanandjoeddin                   | Terminado |               |
| Indonesia      | Tanjung Pinang  | Aeropuerto Raja Haji Fisabilillah                               |           |               |
| Indonesia      | Tarakan         | Aeropuerto Juwata                                               |           |               |
| Indonesia      | Ternate         | Aeropuerto Sultan Babullah                                      |           |               |
| Indonesia      | Timika          | Aeropuerto Mozes Kilangin                                       |           |               |
| Indonesia      | Yogyakarta      | Aeropuerto Adisutjipto                                          | Terminado |               |
| Indonesia      | Yogyakarta      | Aeropuerto Internacional de Yogyakarta                          |           |               |
| Malasia        | Kuala Lumpur    | Aeropuerto Internacional de Kuala Lumpur                        |           |               |
| Malasia        | Penang          | Aeropuerto Internacional de Penang                              | Terminado |               |
| Arabia Saudita | Yeda            | Aeropuerto Internacional Rey Abdulaziz                          |           |               |
| Singapur       | Singapur        | Aeropuerto Changi                                               |           |               |
| Taiwán         | Taipéi          | Aeropuerto Internacional de Taoyuan                             | Terminado |               |
| Tailandia      | Bangkok         | Aeropuerto Internacional Don Mueang                             |           |               |

## Flota

### Flota Actual
La flota de Batik Air consta de los siguientes aviones a partir de mayo de 2023, con una edad media de 8.1 años:
| Aviones          | En Servicio | Pedidos | Pasajeros | Pasajeros | Pasajeros | Notas                                                                                          |  |
| Aviones          | En Servicio | Pedidos | C         | Y         | Total     | Notas                                                                                          |  |
| ---------------- | ----------- | ------- | --------- | --------- | --------- | ---------------------------------------------------------------------------------------------- |  |
| Airbus A320-214  | 37          | 1       | 12        | 144       | 156       | Sustitución del Boeing 737                                                                     |  |
| Airbus A320-251N | 1           | 112     | TBA       | TBA       | TBA       | Comenzaron a ser entregados en 2020.                                                           |  |
| Airbus A330-343E | 2           | 1       | TBA       | TBA       | TBA       |                                                                                                |  |
| Boeing 737-8GP   | 30          | 4       | 12        | 150       | 162       | Para ser transferido a otras aerolíneas del Lion Group. Serán reemplazados por Airbus A320neo. |  |
| Airbus A321neo   | —           | 65      | TBA       | TBA       | TBA       | Para ser transferido a otras aerolíneas del Lion Group. Serán reemplazados por Airbus A320neo. |  |
| Total            | 66          | 183     |           |           |           |                                                                                                |  |

El lunes 18 de marzo de 2013, Lion Air realizó un pedido de 234 aviones A320 con Airbus, todos los pedidos se asignarán a Batik Air.

## Servicios
Batik Air opera como una aerolínea de servicio completo, ofreciendo dos clases de servicio: clase ejecutiva y clase económica en todos sus vuelos.[cita requerida]

### Cabinas

#### Clase ejecutiva

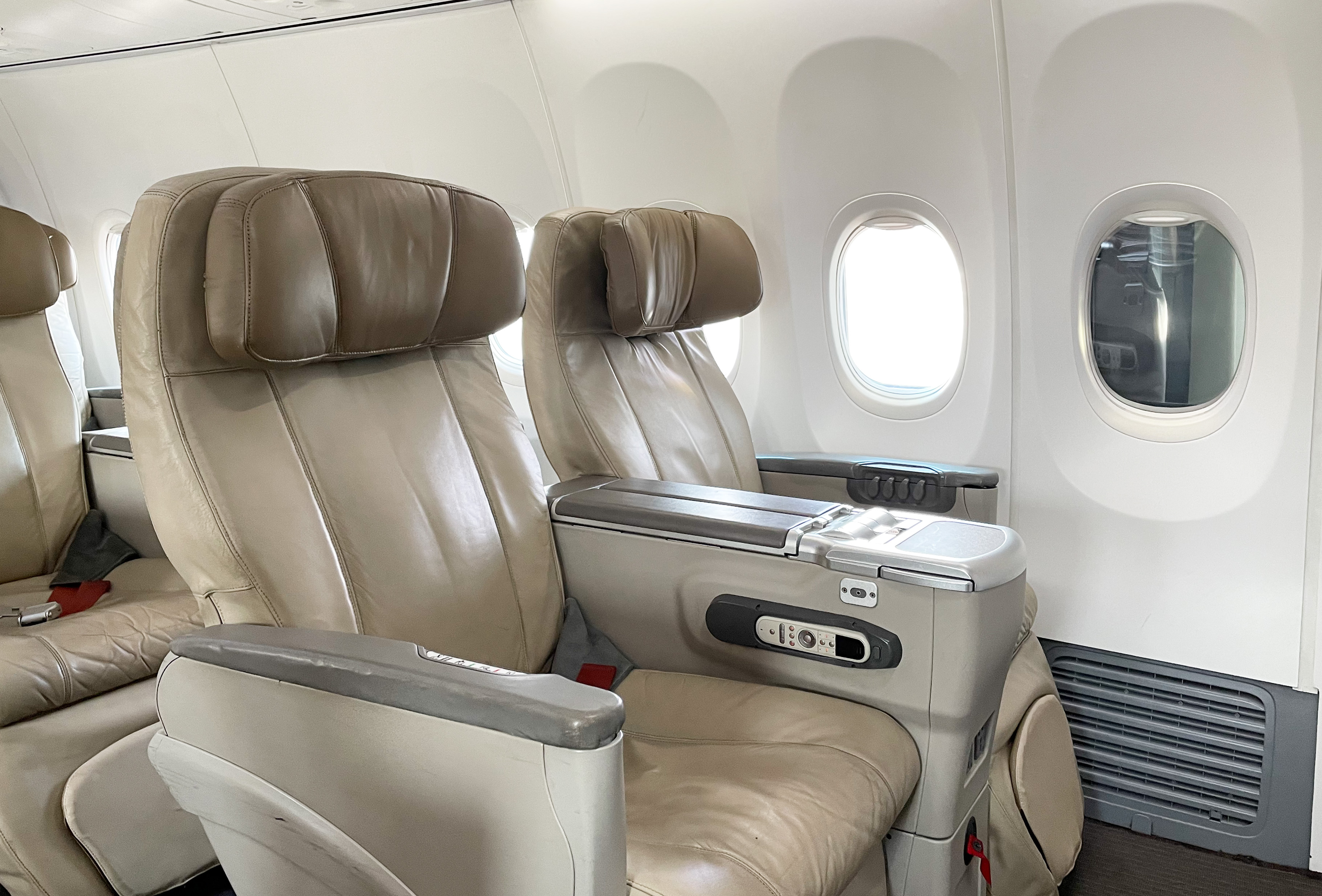
Asientos de clase ejecutiva en un Boeing 737 de Batik Air

La clase ejecutiva está disponible en todas las aeronaves de Batik Air. En los aviones de fuselaje estrecho, la cabina de clase ejecutiva está equipada con 12 asientos reclinables en configuración 2-2, con una distancia entre asientos de 38 pulgadas (96,5 cm), además de puertos de carga y pantallas individuales de entretenimiento a bordo (IFE). En los aviones Airbus A330-300, la clase ejecutiva cuenta con 18 asientos tipo "angle-flat" en configuración 2-2-2, cada uno con su propia pantalla de IFE. Se ofrecen comidas y refrigerios, así como amenidades que incluyen auriculares, a todos los pasajeros de clase ejecutiva. Todos los pasajeros de clase ejecutiva también tienen acceso a salas VIP en aeropuertos seleccionados.

#### Clase económica

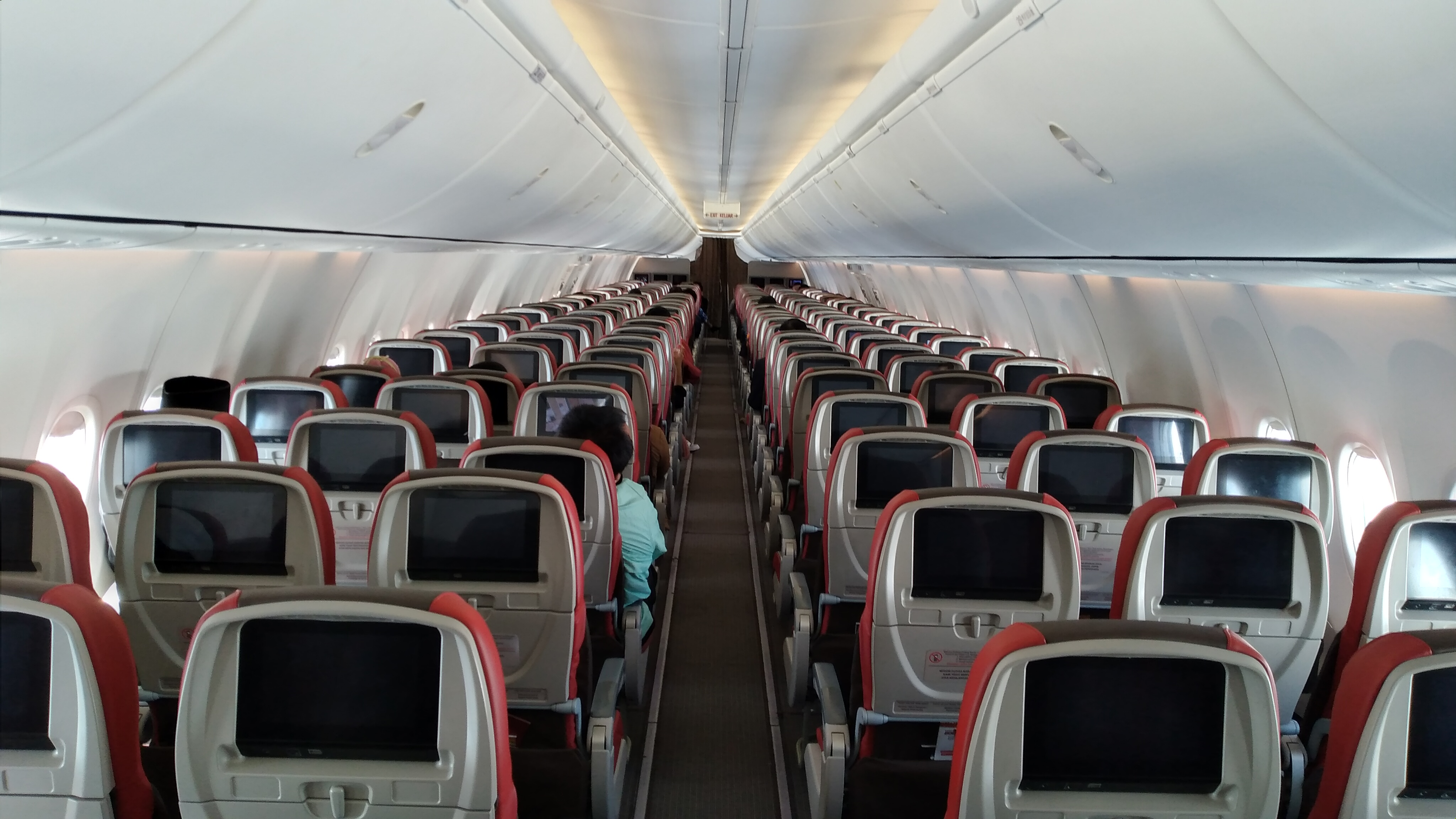
Cabina de clase económica en un Boeing 737-900

La clase económica se ofrece en todas las aeronaves. Los asientos están dispuestos en configuración 3-3 en aviones de fuselaje estrecho y en configuración 3-3-3 en el Airbus A330-300. El entretenimiento a bordo está disponible para los pasajeros de clase económica a través de pantallas individuales, así como mediante el servicio de transmisión inalámbrica Batik Entertainment. A todos los pasajeros se les ofrecen refrigerios y comidas de cortesía.

### Sala VIP

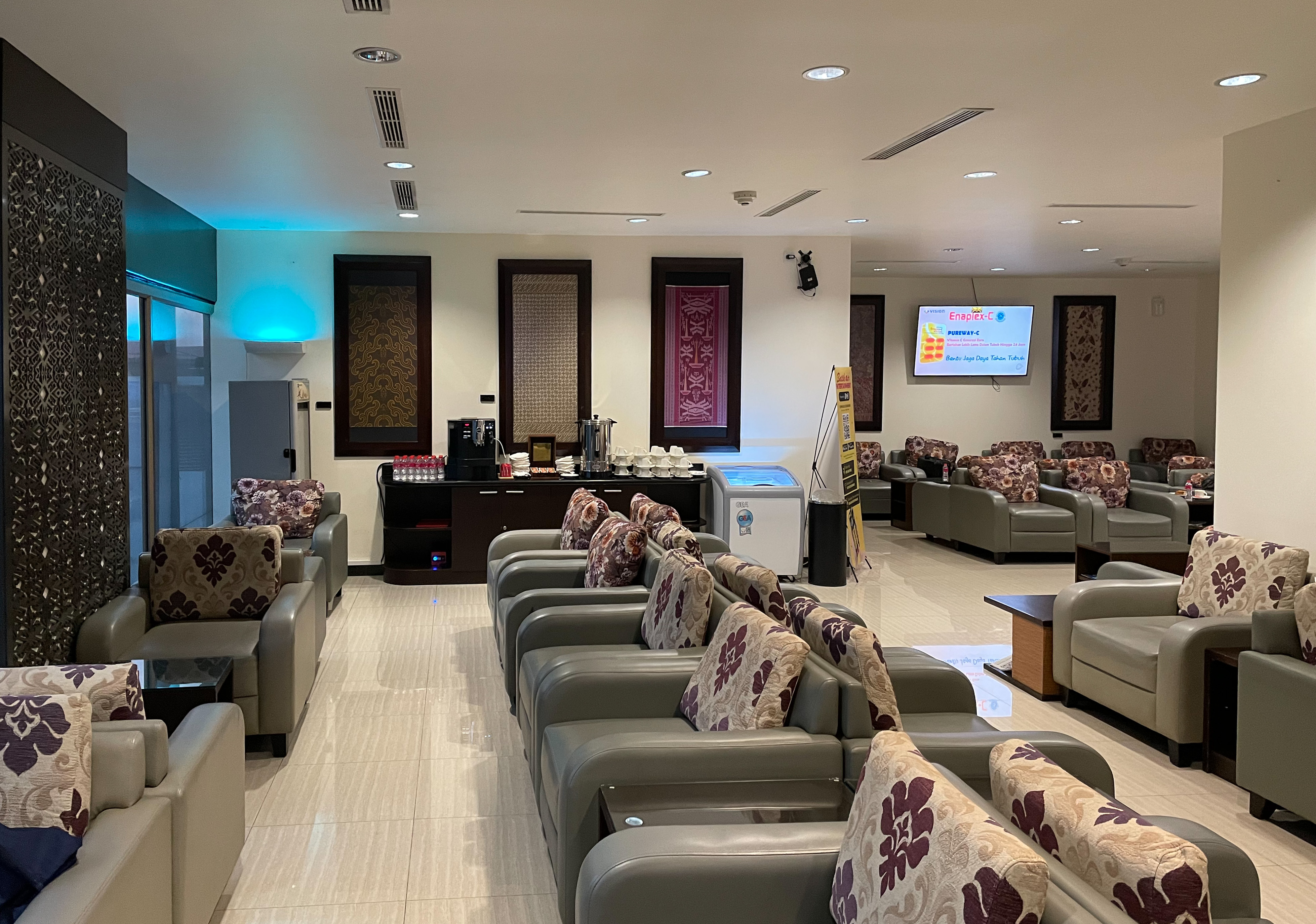
Sala VIP de clase ejecutiva de Batik Air en el Aeropuerto Internacional Soekarno-Hatta

Batik Air opera dos salas VIP, una en el Aeropuerto Internacional Soekarno-Hatta y otra en el Aeropuerto Internacional Halim Perdanakusuma. Las salas están disponibles exclusivamente para pasajeros que viajan en clase ejecutiva, y ofrecen alimentos, bebidas y acceso a internet inalámbrico.
El 28 de octubre de 2022, la sala VIP en el Aeropuerto Internacional Soekarno-Hatta se incendió debido a un cortocircuito en el cableado. No se reportaron heridos en el incidente.

## Accidentes e incidentes
- El 6 de noviembre de 2015, el vuelo 6380 de Batik Air, un Boeing 737-9GPER (matrícula PK-LBO), se salió de la pista por 100 metros al aterrizar en el Aeropuerto de Yogyakarta, lo que provocó el colapso del tren de aterrizaje delantero. La aeronave sufrió daños menores y las 177 personas a bordo sobrevivieron.[48]

- El 4 de abril de 2016, el vuelo 7703 de Batik Air, operado por un Boeing 737-8GP(WL) con matrícula PK-LBS, colisionó con una aeronave ATR 42-600 durante la carrera de despegue desde la pista 24 del Aeropuerto Halim Perdanakusuma. El ATR 42-600, operado por TransNusa y registrado como PK-TNJ, estaba siendo remolcado en ese momento. No se reportaron víctimas.[49]

- El 25 de enero de 2024, el vuelo 6723 de Batik Air, un Airbus A320-200 que volaba desde Kendari hacia Yakarta, se desvió de su curso durante 28 minutos después de que ambos pilotos se quedaran dormidos en pleno vuelo. Posteriormente despertaron y retomaron el rumbo normal, aunque durante ese tiempo no respondieron a las comunicaciones del control de tráfico aéreo en Yakarta. Los 159 ocupantes a bordo resultaron ilesos. Como consecuencia del incidente, se suspendieron las licencias de ambos pilotos.[50][51]

- El 14 de junio de 2024, el vuelo 6015 de Batik Air, un Boeing 737-800 con matrícula PK-LDK, despegó del Aeropuerto Internacional de Denpasar, Indonesia, en el vuelo inaugural de transporte de pasajeros hacia Canberra, Australia. Mientras se encontraba en un patrón de espera, la aeronave descendió por debajo de la altitud mínima de espera de 5.600 pies, y en un momento pasó a tan solo 924 pies sobre el terreno.[52]